# Bộ Phát triển Trang bị Quân ủy Trung ương Trung Quốc
Bộ Phát triển Trang bị Quân ủy Trung ương Trung Quốc (中央军事委员会装备发展部) tiền thân là Tổng bộ Trang bị Quân Giải phóng Nhân dân Trung Quốc, là một trong 15 cơ quan trực thuộc Quân ủy Trung ương Trung Quốc có chức năng tham mưu giúp Quân ủy Trung ương Trung Quốc về công tác bảo đảm trang bị trong Quân Giải phóng Nhân dân Trung Quốc.

## Lịch sử
Trước năm 2016, tiền thân là Tổng bộ Trang bị Quân Giải phóng Nhân dân Trung Quốc.
Từ ngày 11 tháng 1 năm 2016, Đảng Cộng sản Trung Quốc tiến hành cải cách cơ cấu, tổ chức của Quân Giải phóng Nhân dân Trung Quốc trong đó thay thế Tổng bộ Trang bị thành Bộ Phát triển Trang bị trực thuộc Quân ủy Trung ương Trung Quốc.

## Tổ chức
- Văn phòng (办公厅)
- Cục Công tác Chính trị (政治工作局)
- Cục Kế hoạch Tổng hợp (综合计划局)
- Cục Quản lý Hợp đồng (合同监管局)
- Cục Nghiên cứu Tiêu dùng (科研订购局)
- Cục Hệ thống Thông tin (试验鉴定局)
- Cục Hợp tác Trang bị và Công nghệ (装备技术合作局)

## Lãnh đạo Bộ Phát triển Trang bị
| Bộ trưởng 1. Thượng tướng Trương Hựu Hiệp (1/2016—9/2017） 2. Thượng tướng Lý Thượng Phúc (9/2017—2023） 3. Thượng tướng Hứa Học Cường (2023—nay） | Chính ủy 1. Thượng tướng Vương Hồng Nghiêu (1/2016—1/2017) 2. Thượng tướng An Triệu Khánh (1/2017—7/2019） |

| Phó Bộ trưởng - Trung tướng Trương Dục Lâm（1/2016—2018) - Trung tướng Lưu Thắng（1/2016—） - Trung tướng Vương Lực（1/2016—） - Thiếu tướng Phùng Đan Vũ（2016—8/2017） - Bộ Tham mưu liên hợp - Bộ Công tác Chính trị - Bộ Quốc phòng Trung Quốc - Quân ủy Trung ương Trung Quốc 1. 2. 3. 4. 5. 6. |